# Fritz Wenzel
Fritz Wenzel (Małe Rudy, Baixa Silésia, 8 de fevereiro de 1930) é um engenheiro civil alemão.

## Formação e carreira
Wenzel frequentou a escola na Silésia e, depois de fugir para a Baixa Saxônia durante a Segunda Guerra Mundial, completou um aprendizado como carpinteiro de 1949 a 1951 e estudou engenharia civil na Universidade Técnica de Braunschweig a partir de 1951 . Em 1957/58 trabalhou para a construtora Wilhelm Goes em Salzgitter. Em 1959 tornou-se assistente de Klaus Pieper na cátedra de engenharia estrutural da Universidade Técnica de Braunschweig, onde obteve um doutorado em 1963 (Untersuchungen über die Druckverhältnisse in Silozellen). De 1964 a 1967 chefiou o escritório de engenharia de Pieper em Braunschweig. A partir de 1967 (sucessor de Georg Lewenton) até sua aposentadoria em 1998, foi professor titular de estruturas de apoio na TH Karlsruhe. A partir de 1968 também teve seu próprio escritório de engenharia, no qual admitiu sócios em 1978. Em 2007 afastou-se do trabalho ativo.
Como Klaus Pieper, lidou com a preservação de edifícios históricos e fundou e dirigiu o Sonderforschungsbereich da Deutsche Forschungsgemeinschaft (DFG) de 1985 a 2002. Como parte disso, também publicou anuários sobre o assunto a partir de 1987 (publicado pela Ernst & Sohn). Em 1997 introduziu um curso de restauração de edifícios antigos em Karlsruhe. Também atuou como consultor internacional.

## Obras
- com Klaus Pieper: Druckverhältnisse in Silozellen, Ernst und Sohn 1964
- com anderen: Historisches Mauerwerk: Untersuchen, Bewerten und Instandsetzen, SFB 315, Universität Karlsruhe 2000
- Ed.: Berichte vom Wiederaufbau der Frauenkirche zu Dresden: Konstruktion des Steinbaus und Integration der Ruine, Universitätsverlag Karlsruhe 2007